# Аврам Младенов
Аврам Георгиев Младенов е български просветен деец и духовник, архимандрит.

## Биография
Младенов е роден през 1864 година в село Градево, тогава в Османската империя. Завършва основно училище в Банско и работи като учител в Мехомия. В 1895 година приема свещенически сан в Горна Джумая и става архиерейски наместник в града (1897 - 1902). Член е на Горноджумайската българска община.
Младенов подпомага революционните борби в района, заради което е преследван от властите и в 1902 година бяга в Свободна България и става свещеник в Кочериново, а по-късно в Крайници, Дупнишко. След Младотурската революция в 1908 година Младенов се връща в Горна Джумая отново като архиерейски наместник и влиза в ръководството на българската община.
Около 1935 година се установява в София, където умира в 1940 година.